# Androniscus wolfi
Androniscus wolfi là một loài chân đều trong họ Trichoniscidae. Loài này được Strouhal miêu tả khoa học năm 1939.